# Aero Cóndor
Aero Cóndor Perú est une compagnie aérienne basée à Lima, au Pérou. Elle a été fondée et est entrée en activité en 1975. Elle exploite des vols intérieurs touristiques et charter, des vols au-dessus des lignes de Nazca, des transports de marchandises et fournit des services d'ambulance aérienne.

## Dessertes
Aero Cóndor Perú dessert les destinations suivantes au Pérou :
- Aéroport Rodriguez Ballon- Arequipa,
- Andahuaylas,
- Ayacucho,
- Cajamarca,
- Aéroport international Alejandro Velasco Astete - Cuzco,
- Iquitos,
- Aéroport international Inca Manco Cápac - Juliaca,
- Aéroport International Jorge Chávez, Lima
- Piura,
- Aéroport international de Puerto Maldonado- Puerto Maldonado,
- Tacna,
- Talara,
- Tumbes.

## Flotte

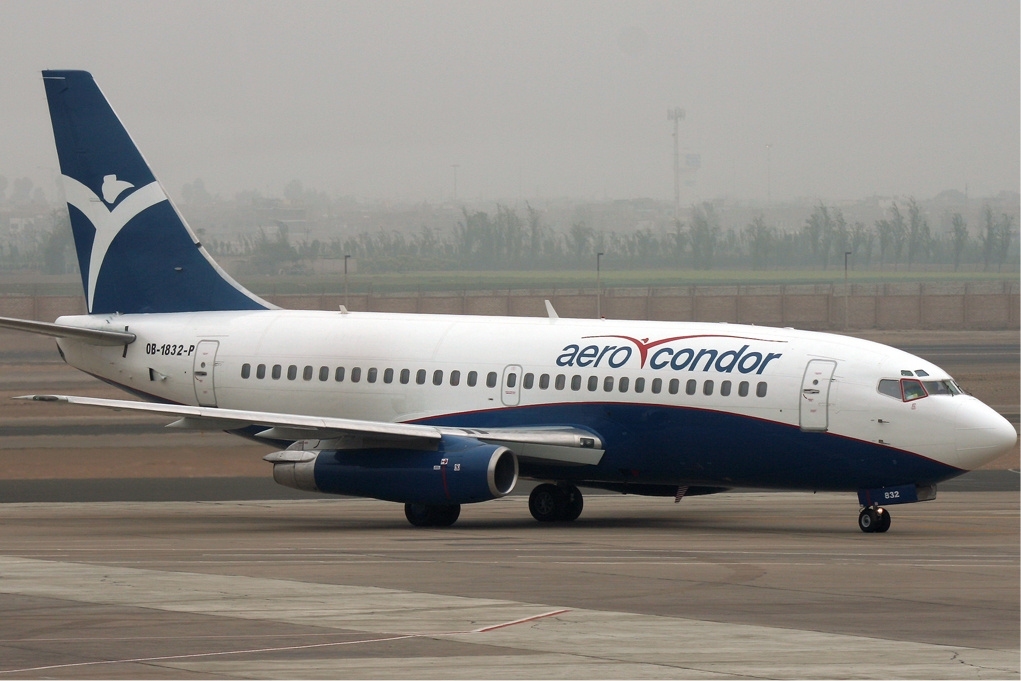
Boeing 737 d'Aero Cóndor

La flotte d’Aero Cóndor Perú est constituée des avions suivants :
- 1 Antonov An-24RV
- 1 Antonov An-26
- 4 Boeing 737-200
- 2 Cessna 208B Grand Caravan
- Cessna 172
- 1 Fokker F50
- 1 Fokker F27 Mk100
- 1 Fokker F27 Mk200
- 1 Let L-410 UVP
- 1 Raytheon Beech King Air 200
- 1 Beechcraft King Air B-90

Le premier Boeing 737-200 a été livré à la compagnie en février 2005.

## Alliance
Le  4 janvier 2007 la compagnie a annoncé une alliance commerciale avec Star Perú.